# Karl Schilling (Politiker, 1889)

Karl Schilling

Karl Schilling (* 4. Juni 1889 in Armsheim; † 19. März 1973 in Göttingen) war ein deutscher Politiker (NSDAP).

## Leben und Wirken
Karl Schilling wurde als Sohn des Gutsbesitzers Julius Schilling und seiner Frau Marie geborene Eibach geboren. Er war evangelischen Glaubens. Nach dem Besuch der Volksschule und dem Gymnasium in Worms absolvierte er ein Studium der Medizin an den Universitäten Gießen, Leipzig, Straßburg, München und Freiburg und wurde zum Dr. med. promoviert. Während seines Studiums wurde er 1909 Mitglied der Burschenschaft Alemannia Gießen und 1910 der Leipziger Burschenschaft Dresdensia. Nach Studienende war er Assistenzarzt an der Staatlichen Frauenklinik in Dresden. Er nahm durchgehend mit dem Garde-Grenadier-Regiment Nr. 5 im Sanitätsdienst am Ersten Weltkrieg teil.
Von 1920 bis 1937 arbeitete er als Arzt in Gau-Odernheim. Der NSDAP trat er 1922 und nach Aufhebung des Parteiverbots 1925 erneut bei (Mitgliedsnummer 99.070). Am Aufbau der Partei war er in Rheinhessen aktiv beteiligt. Vom 3. Januar 1929 bis 30. September 1937 amtierte Schilling als Kreisleiter in Alzey. 1930 heiratete er in Bremen seine Frau Dorothee Mathilde Maria geborene Beek, das Paar bekam zwei Kinder, darunter Wolf-Dietrich Schilling. 1931 wurde Schilling Mitglied des hessischen Landtags. Im Sommer 1933 machte er einen Morphinentzug durch. Von März 1933 bis 1937 war er Mitglied des Provinzialausschusses Rheinhessen. Zudem  war er von 1934 bis 1937 Leiter des Amtes für Volksgesundheit der Verwaltungsstelle 13 (Alzey). Ab 1937 war er Reserveoffizier der Wehrmacht, zuletzt im Rang eines Stabsarztes.
Am 1. Oktober 1937 wurde Schilling in das hauptamtliche Dienstverhältnis der NSDAP übernommen und war ab diesem Zeitpunkt bis zum Kriegsende Kreisleiter in Darmstadt. In seiner Darmstädter Zeit lebte Schilling in der Ohlystraße 48 im Paulusviertel in dem Haus des jüdischen Landgerichtsrates Dr. Paul Langenbach (1883–1968). Langenbach gelang 1937 die Auswanderung, sein Haus wurde beschlagnahmt.
Schilling soll bei der Schändung und der Zerstörung der Synagogen in Darmstadt im November 1938 beteiligt gewesen sein. Ebenso gehörte die Deportation jüdischer Bürger sowie von Sinti und Roma zu seinen Aufgaben. Schilling trat am 2. April 1941 im Nachrückverfahren für den verstorbenen Abgeordneten Friedrich Ringshausen in den nationalsozialistischen Reichstag ein, in dem er bis zum Ende der NS-Herrschaft im Frühjahr 1945 den Wahlkreis 33 (Hessen) vertrat.
Nach der weitgehenden Zerstörung Darmstadts am 11. September 1944 war er für die Aufrechterhaltung des öffentlichen Lebens zuständig. Schilling floh am Ende des Zweiten Weltkrieges mit seiner Familie in einem Sanitätskraftwagen aus Darmstadt in Richtung Norddeutschland. Er ließ sich als Landarzt in Niedersachsen zuerst in Dorstadt bei Wolfenbüttel, dann in Lengde und 1962 schließlich in Göttingen nieder. Dort lebte er bis 1973.
1969 wurde Schilling Mitglied in der 1951 gestifteten Burschenschaft Dresdensia-Rugia in Frankfurt am Main.
Beim Entnazifizierungsverfahren unterschlug er beim entsprechenden Fragebogen zur politischen Überprüfung eine Vielzahl seiner NS-Tätigkeiten. So gab er dort nur an Landarzt in Gau-Odernheim gewesen zu sein.